# Miasto Cazin
Miasto Cazin (boś. Grad Cazin) – jednostka administracyjna w Bośni i Hercegowinie, w kantonie uńsko-sańskim. W 2013 roku liczyła 66 149 mieszkańców.